# Saint-Vincent-sur-Oust
Pour les articles homonymes, voir Saint-Vincent.
Saint-Vincent-sur-Oust [sɛ̃vɛ̃sɑ̃syʁust] est une commune française, située dans le département du Morbihan en région Bretagne.
Ses habitants sont appelés les Vincentais.

## Toponymie
Le nom de la localité est attesté sous la forme latine Sanctus Vicientus en 1330 ; sous les formes Vincent en 1793 ; Saint-Vincent en 1801 ; Saint-Vincent-sur-Oust en 1936.
Le nom de la commune en gallo est Saent-Veinczant-sur-Out et Sant-Visant-an-Oud en breton.
La commune et la paroisse sont placées sous la protection de Vincent de Saragosse, qui est aussi le saint patron des vignerons.

## Géographie

### Localisation
Saint-Vincent-sur-Oust est située sur la rive droite de l'Oust, à la limite du département d'Ille-et-Vilaine.
Saint-Vincent-sur-Oust appartient à Redon Agglomération qui comprend 23 communes pour un territoire de 763,17 km2 et une population totale de 52 758 habitants en 2006.
1. À l'échelle nationale, la commune de Saint-Vincent-sur-Oust est située à :
  - 417 km au sud-ouest de Paris ;
  - 70 km au sud-ouest de Rennes ;
  - 633 km au sud-ouest de Lille ;
  - 1 072 km au nord-Ouest de Marseille ;
  - 802 km au nord-ouest de Lyon ;
  - 433 km au nord-ouest de Bordeaux ;
  - 671 km au nord-ouest de Toulouse ;
  - 894 km à l'ouest de Strasbourg.
2. À l'échelle régionale, Saint-Vincent-sur-Oust est située à :
  - 55 km au nord-est de Vannes ;
  - 171 km à l'est de Quimper ;
  - 236 km au sud-est de Brest ;
  - 220 km au sud-est de Morlaix ;
  - 198 km au sud-est de Lannion ;
  - 132 km au sud-est de Saint-Brieuc ;
  - 138 km au sud de Saint-Malo.
3. À l'échelle départementale, Saint-Vincent-sur-Oust est située à :
  - 55 km à l'est de Vannes ;
  - 110 km à l'est de Lorient ;
  - 90 km au sud-est de Pontivy.

Selon le classement établi par l'Insee en 1999, Saint-Vincent-sur-Oust est une commune rurale monopolarisée qui fait partie de l’aire urbaine de Redon et de l’espace urbain de Nantes-Saint-Nazaire (cf. communes de la Loire-Atlantique).

### Communes limitrophes
- Les communes limitrophes sont :
  - en Ille-et-Vilaine
    - Bains-sur-Oust

  - en Morbihan
    - Saint-Perreux
    - Saint-Jacut-les-Pins
    - Glénac
    - Peillac

### Géographie physique
Saint-Vincent-sur-Oust est bordé au nord et à l'est par l'Oust dont le cours se confond en partie avec celui du canal de Nantes à Brest. La commune appartient au grand site naturel de la basse vallée de l'Oust.

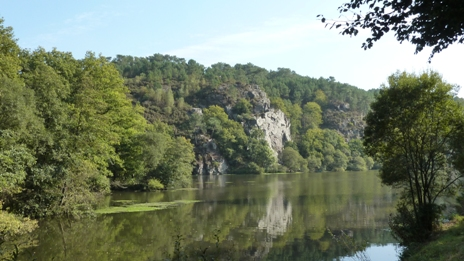
Les rochers de l'Île-aux-Pies.
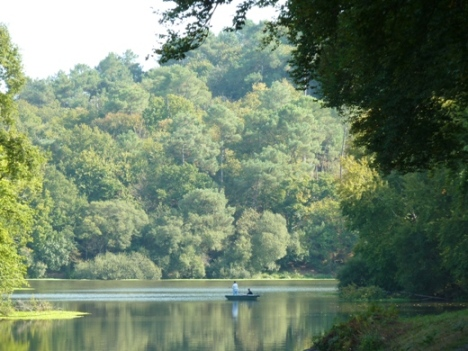
L'Île-aux-Pies depuis le halage.

| - Carte topographique de la commune de Saint-Vincent-sur-Oust. |

### Hydrographie
Pour un article plus général, voir Réseau hydrographique du Morbihan.
La commune est située dans le bassin Loire-Bretagne. Elle est drainée par le canal de Nantes à Brest, l'Oust, l'Arz et divers autres petits cours d'eau,.
Le canal de Nantes à Brest est un canal, chenal et un estuaire et un cours d'eau naturel navigable sur une grande partie de son cours, d'une longueur de 364 km, prend sa source dans la commune de Nort-sur-Erdre et se jette  dans la Loire à Nantes. 
L'Oust, d'une longueur de 145 km, prend sa source dans la commune de La Harmoye et se jette  dans la Vilaine à Rieux, après avoir traversé 46 communes. 
L'Arz, d'une longueur de 66 km, prend sa source dans la commune de Plaudren et se jette  dans l'Oust à Saint-Jean-la-Poterie, après avoir traversé 15 communes. 

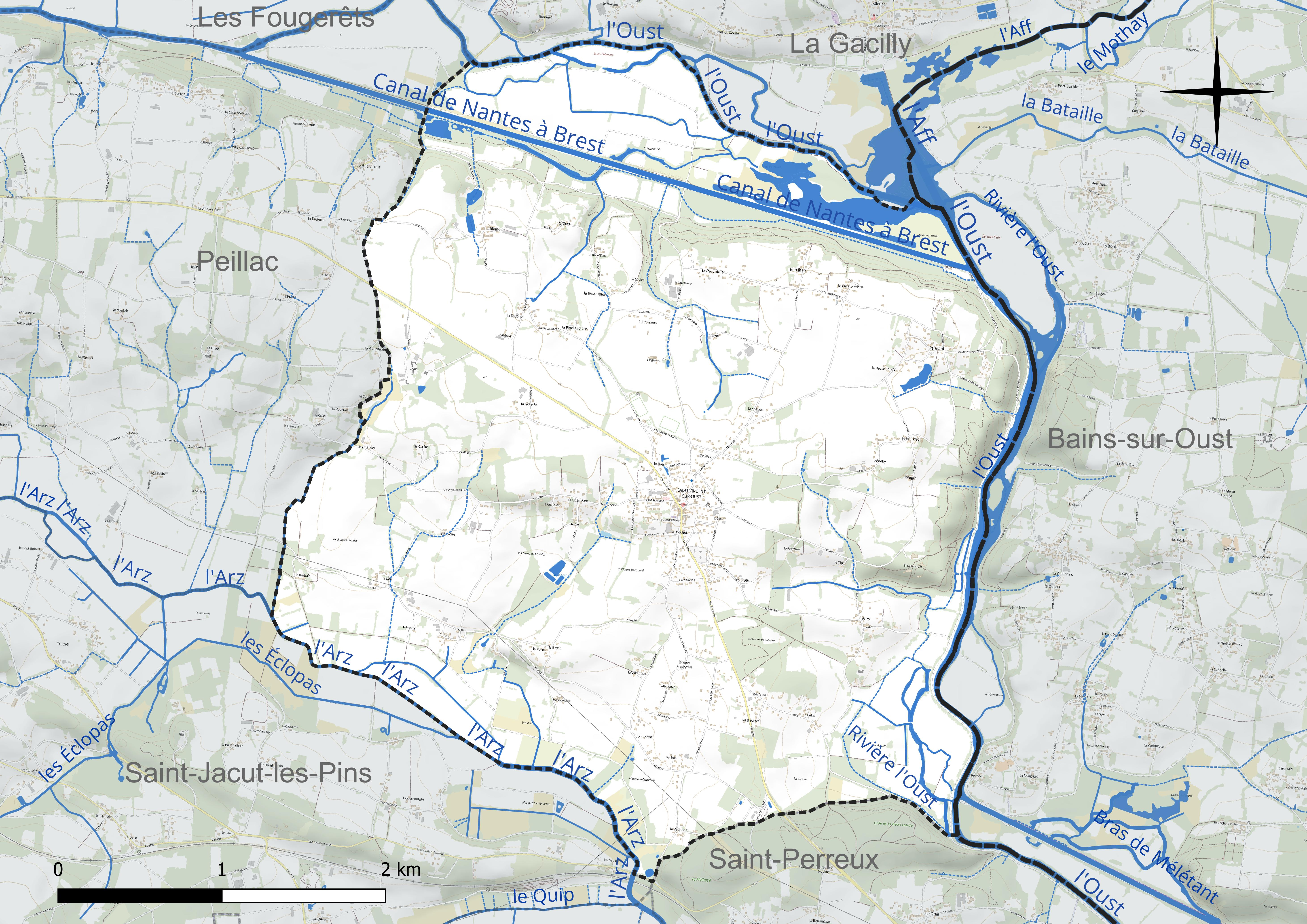
Réseau hydrographique de Saint-Vincent-sur-Oust.

### Climat
Pour des articles plus généraux, voir Climat de la Bretagne et Climat du Morbihan.
En 2010, le climat de la commune est de type climat océanique franc, selon une étude du CNRS s'appuyant sur une série de données couvrant la période 1971-2000. En 2020, Météo-France publie une typologie des climats de la France métropolitaine dans laquelle la commune est exposée à un climat océanique et est dans la région climatique Bretagne orientale et méridionale, Pays nantais, Vendée, caractérisée par une faible pluviométrie en été et une bonne insolation. Parallèlement l'observatoire de l'environnement en Bretagne publie en 2020 un zonage climatique de la région Bretagne, s'appuyant sur des données de Météo-France de 2009. La commune est, selon ce zonage, dans la zone « Intérieur Est », avec des hivers frais, des étés chauds et des pluies modérées.
Pour la période 1971-2000, la température annuelle moyenne est de 11,6 °C, avec une amplitude thermique annuelle de 12,8 °C. Le cumul annuel moyen de précipitations est de 809 mm, avec 12,2 jours de précipitations en janvier et 6,1 jours en juillet. Pour la période 1991-2020, la température moyenne annuelle observée sur la station météorologique la plus proche, située sur la commune de Saint-Jacut-les-Pins à 5 km à vol d'oiseau, est de 12,4 °C et le cumul annuel moyen de précipitations est de 947,8 mm,. Pour l'avenir, les paramètres climatiques de la commune estimés pour 2050 selon différents scénarios d'émission de gaz à effet de serre sont consultables sur un site dédié publié par Météo-France en novembre 2022.

## Urbanisme

### Typologie
Au 1er janvier 2024, Saint-Vincent-sur-Oust est catégorisée commune rurale à habitat dispersé, selon la nouvelle grille communale de densité à sept niveaux définie par l'Insee en 2022.
Elle est située hors unité urbaine. Par ailleurs la commune fait partie de l'aire d'attraction de Redon, dont elle est une commune de la couronne,. Cette aire, qui regroupe 22 communes, est catégorisée dans les aires de moins de 50 000 habitants,.

### Occupation des sols
L'occupation des sols de la commune, telle qu'elle ressort de la base de données européenne d’occupation biophysique des sols Corine Land Cover (CLC), est marquée par l'importance des territoires agricoles (79,8 % en 2018), une proportion identique à celle de 1990 (79,8 %). La répartition détaillée en 2018 est la suivante :
prairies (30 %), zones agricoles hétérogènes (26,6 %), terres arables (23,2 %), forêts (12,1 %), zones urbanisées (3,3 %), zones humides intérieures (2,9 %), eaux continentales (1,9 %). L'évolution de l’occupation des sols de la commune et de ses infrastructures peut être observée sur les différentes représentations cartographiques du territoire : la carte de Cassini (XVIIIe siècle), la carte d'état-major (1820-1866) et les cartes ou photos aériennes de l'IGN pour la période actuelle (1950 à aujourd'hui).

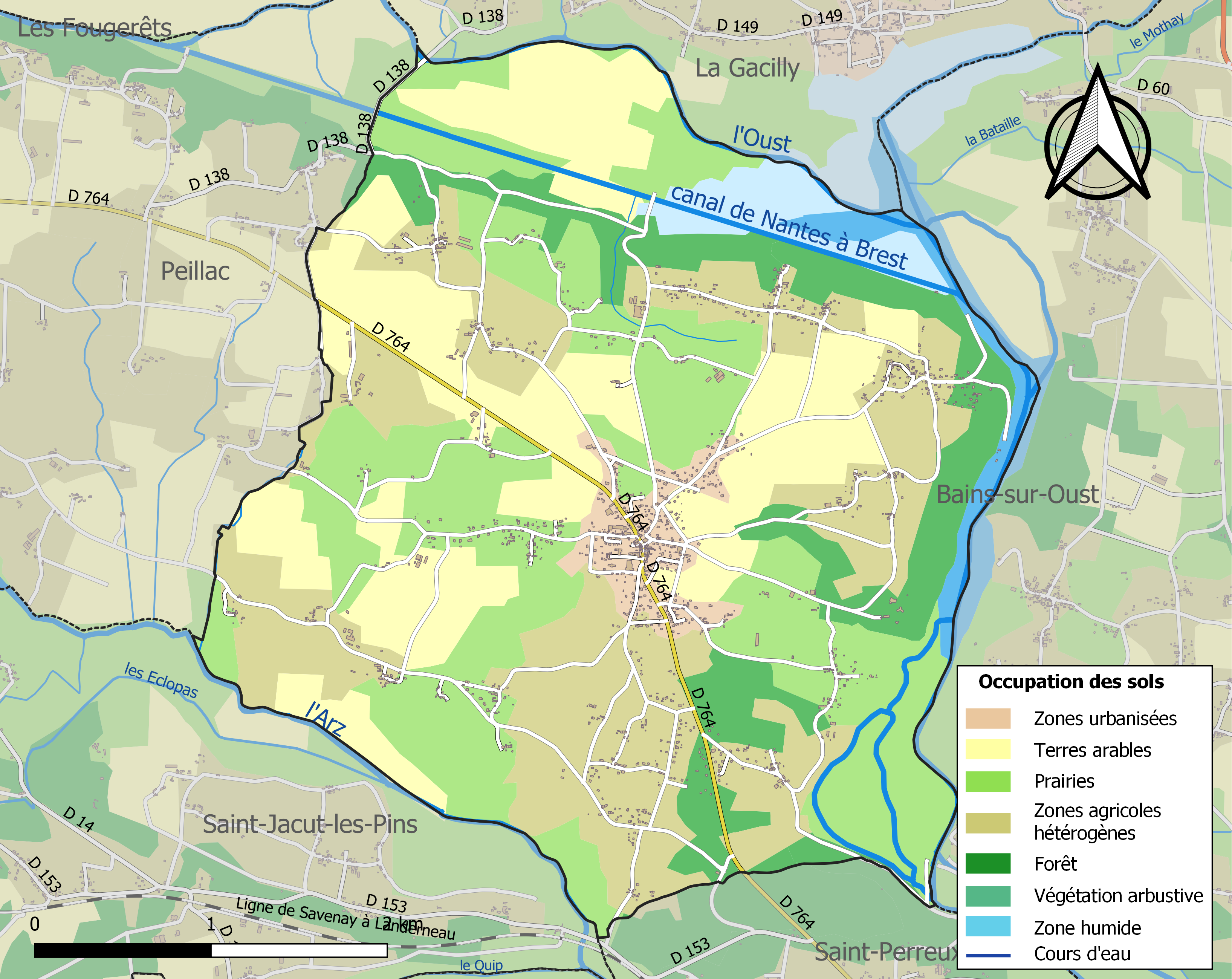
Carte des infrastructures et de l'occupation des sols de la commune en 2018 (CLC).

## Histoire

### Préhistoire
De la période préhistorique, peu d'objets ont été découverts sur la commune.
Une pierre longue taillée (un menhir) sur lequel une croix a été installée à l'occasion d'un retour de mission. Ce menhir situé aujourd'hui sur le bord de la route près du village de la Née entouré de deux ifs, provenait du village voisin de la Bogerie. Une autre petite pierre phallique se trouvait (avant le remembrement) au-dessus de ce même village de la Née. Elle était à demi enfoncée en terre et entourée de châtaigniers tétards. Faut-il voir la un site plus récent (Moyen Âge peut être) à cause de l'existence des arbres plantés en rond autour ? La Née est un village très ancien habité à l'époque gauloise.
Quelques haches en pierre polie, datant de l'époque néolithique ont été retrouvées dans différents endroits de la commune.

### Antiquité
Plus tard, les Romains ont laissé quelques traces de leur passage : la voie romaine Rieux-Carhaix passait sur la commune au village de la Chaussée. Elle était reliée à la voie romaine de Rieux-Rennes par une voie entre Saint-Vincent et Bains-sur-Oust, traversant l'Oust au passage de Bougro.
Une pièce de l'empereur Dioclétien (245-313 apr. J.-C.) a été retrouvée sous une borne romaine près du village de la Chaussée.

### Du Moyen Âge auXVIIIesiècle
Saint-Vincent-sur-Oust est une ancienne trève de Peillac (Poliac en 848). Elle a été érigée en paroisse au début du XIe siècle après les invasions normandes, sous le vocable de Vincent de Saragosse, diacre espagnol martyrisé à Valence en 305. (Les gens du côté de Ruffiac, au début de ce siècle, parlaient de « Saint-Vincent-de-Peillac » pour désigner la commune).
Saint-Vincent possédait elle-même sa propre trève : Saint-Perreux (appelée aussi trève de Ressac) érigée en commune au XVIIIe siècle. Saint Perreux (pétrock) était le fils d'un roi du Pays de Galles.
Une ancienne église du XVe siècle, agrandie d'une chapelle en 1629 et d'une autre en 1828, se trouvait sur la place actuelle de la Mairie. On peut encore remarquer sue cette place une croix du XVe siècle, classée monument historique.
Deux chapelles (aujourd'hui disparues) existaient : une à Bilaire près du manoir, datant de 1722, sous le vocable de Sainte-Marguerite, l'autre près de Bougro, sous le vocable de Saint-Guillaume.
Il y avait aussi quatre frairies : celle du bourg, du pont, de la Touche et du Ménéhy. Ainsi que les chapellenies du Clos Denis (en Saint-Perreux), du Créneu, de Coyac, du Brétin, de la Bossardière et de la Noé David.

### Révolution française
Le 14 décembre 1789, l'Assemblée Constituante fonde les municipalités suivant les limites de paroisse. Saint-Perreux est « détachée » de Saint-Vincent et devient une commune en 1790.

### LeXXesiècle

#### La Première Guerre mondiale
Le monument aux morts de Saint-Vincent-sur-Oust porte les noms de 46 soldats morts pour la France pendant la Première Guerre mondiale.

#### L'Entre-deux-guerres
En 1926 l'école publique de filles de Saint-Vincent-sur-Oust avait une institutrice et deux élèves.

#### La Seconde Guerre mondiale
Un réseau (dit réseau F2) d'accueil d'aviateurs alliés, dépendant du  SOE britannique, a fonctionné au château de Boro (avec le soutien de son propriétaire, Pierre de Villeneuve), les aviateurs étant ensuite acheminés vers des plages des Côtes-du-Nord ou du Finistère afin qu'ils traversent clandestinement la Manche.
Du 9 au 12 juin 1944, 27 miliciens Waffen SS et membres de la Bezen Perrot investissent le château. Certains de ses occupants sont torturés puis déportés,.
Six résistants, dont un inconnu, furent fusillés le 22 juin 1944 dans un bois proche, le Bois de la Grée du Houssac Un calvaire en granite porte une plaque indiquant leurs noms.
Le réseau de résistance, formé de résistants de Saint-Vincent-sur-Oust, Rieux, Béganne, Saint-Jean-la-Poterie et Caden fut démantelé.
Cinq résistants furent fusillés par les Allemands le 22 juin 1944 au Bois de la Grée du Houssac. Un calvaire en granite porte une plaque indiquant leurs noms.
Le monument aux morts de Saint-Vincent-sur-Oust porte les noms de 8 personnes mortes pour la France pendant la Seconde Guerre mondiale.

#### L'après Seconde Guerre mondiale
Un soldat originaire de Saint-Vincent-sur-Oust est mort pour la France pendant la Guerre d'Indochine et deux pendant la Guerre d'Algérie.

## Politique et administration
Administration ancienne
- souveraineté :
  - 1789 royaume de France,
  - 1790 Morbihan
- district :
  - 1793 Rochefort-en-Terre
- arrondissement:
  - 1801 Vannes
- canton:
  - 1793 Peillac,
  - 1801 Allaire
- municipalité:
  - 1793 Saint-Vincent-sur-Oust

| Période        | Période       | Identité                  | Étiquette | Qualité                             |
| -------------- | ------------- | ------------------------- | --------- | ----------------------------------- |
| Septembre 1792 | Mai 1798      | Michel Tuel               |           | Notaire, au Bourg                   |
| Mai 1798       | Aout 1813     | Jean-François Tuel        |           | Garde-champêtre, à Larzillac        |
| Aout 1813      | Octobre 1815  | Julien Bernarc            |           | Laboureur, à la Gras                |
| Octobre 1815   | Octobre 1830  | Frédéric Armand de Pioger |           | domicilié au château de Boro        |
| Octobre 1830   | Août 1836     | Charles Denoual           |           | Laboureur, à Brécihan               |
| Aout1836       | Aout 1848     | François Sabot            |           | Arpenteur, à Larzillac              |
| Aout1848       | Mars 1894     | François Colet            |           | Cultivateur, au Houssac             |
| Mars 1894      | Janvier 1939  | André de Pioger           |           | domicilié au château de Launay      |
| Janvier 1939   | Novembre 1947 | François Hallier          |           | Cultivateur, à la Touche            |
| Novembre 1947  | Mars 1983     | Léandre Hervieux          | URD       | Menuisier, au Bourg                 |
| Mars 1983      | 27 mai 2020   | Yvette Année              | DVD       | Professeur, au Cormier              |
| 27 mai 2020    | En cours      | Pierrick Le Boterff       |           | Premier adjoint de sa prédécesseure |

## Population et société

### Démographie

#### Évolution démographique
L'évolution du nombre d'habitants est connue à travers les recensements de la population effectués dans la commune depuis 1793. Pour les communes de moins de 10 000 habitants, une enquête de recensement portant sur toute la population est réalisée tous les cinq ans, les populations de référence des années intermédiaires étant quant à elles estimées par interpolation ou extrapolation. Pour la commune, le premier recensement exhaustif entrant dans le cadre du nouveau dispositif a été réalisé en 2007.

En 2022, la commune comptait 1 647 habitants, en évolution de +11,36 % par rapport à 2016 (Morbihan : +3,82 %, France hors Mayotte : +2,11 %).
| 1793 | 1800 | 1806 | 1821 | 1831  | 1836  | 1841 | 1846 | 1851 |
| ---- | ---- | ---- | ---- | ----- | ----- | ---- | ---- | ---- |
| 990  | 916  | 918  | 948  | 1 005 | 1 003 | 977  | 964  | 979  |

| 1856 | 1861 | 1866 | 1872 | 1876 | 1881 | 1886 | 1891 | 1896 |
| ---- | ---- | ---- | ---- | ---- | ---- | ---- | ---- | ---- |
| 980  | 938  | 981  | 978  | 999  | 998  | 986  | 962  | 991  |

| 1901  | 1906  | 1911  | 1921  | 1926 | 1931  | 1936 | 1946 | 1954 |
| ----- | ----- | ----- | ----- | ---- | ----- | ---- | ---- | ---- |
| 1 012 | 1 043 | 1 045 | 1 005 | 981  | 1 016 | 938  | 920  | 905  |

| 1962 | 1968 | 1975  | 1982  | 1990  | 1999  | 2006  | 2007  | 2012  |
| ---- | ---- | ----- | ----- | ----- | ----- | ----- | ----- | ----- |
| 972  | 994  | 1 030 | 1 063 | 1 112 | 1 096 | 1 255 | 1 278 | 1 423 |

| 2017  | 2022  | - | - | - | - | - | - | - |
| ----- | ----- | - | - | - | - | - | - | - |
| 1 512 | 1 647 | - | - | - | - | - | - | - |

#### Pyramide des âges
La population de la commune est relativement jeune.
En 2018, le taux de personnes d'un âge inférieur à 30 ans s'élève à 33,9 %, soit au-dessus de la moyenne départementale (31,2 %). À l'inverse, le taux de personnes d'âge supérieur à 60 ans est de 26,4 % la même année, alors qu'il est de 31,3 % au niveau départemental.
En 2018, la commune comptait 730 hommes pour 798 femmes, soit un taux de 52,23 % de femmes, légèrement supérieur au taux départemental (51,51 %).
Les pyramides des âges de la commune et du département s'établissent comme suit.
| Hommes | Classe d’âge | Femmes |
| ------ | ------------ | ------ |
| 0,4    | 90 ou +      | 0,9    |
| 5,1    | 75-89 ans    | 8,2    |
| 20,3   | 60-74 ans    | 17,8   |
| 19,5   | 45-59 ans    | 22,1   |
| 19,0   | 30-44 ans    | 18,8   |
| 13,7   | 15-29 ans    | 13,5   |
| 22,0   | 0-14 ans     | 18,8   |

| Hommes | Classe d’âge | Femmes |
| ------ | ------------ | ------ |
| 0,8    | 90 ou +      | 2,2    |
| 8,5    | 75-89 ans    | 11,6   |
| 20,5   | 60-74 ans    | 21,6   |
| 20,6   | 45-59 ans    | 20     |
| 17     | 30-44 ans    | 16,3   |
| 15,5   | 15-29 ans    | 13     |
| 17,1   | 0-14 ans     | 15,2   |

#### Répartition des ménages
- Voici les données en pourcentage de la répartition de ces ménages par rapport au nombre total de ménages.

Le nombre total de ménages vincentais est de 418
| Ménages de                         | 1 personne | 2 pers. | 3 pers. | 4 pers. | 5 pers. | 6 pers. ou + |
| ---------------------------------- | ---------- | ------- | ------- | ------- | ------- | ------------ |
| Saint-Vincent-sur-Oust             | 24,4 %     | 31,3 %  | 16,5 %  | 16,5 %  | 9,8 %   | 1,4 %        |
| Moyenne Nationale                  | 31 %       | 31,1 %  | 16,2 %  | 13,8 %  | 5,5 %   | 2,4 %        |
| Sources des données : L'Internaute |            |         |         |         |         |              |

## Culture et patrimoine

### Lieux et monuments
- Église Saint-Vincent
- La relique de saint Vincent
- Le monument des Fusillés
- La carrière du Houssac
- La maison du Passeur
- La chapelle Saint-Yaume
- Vitrail de saint François (1554)
- L'écluse de la Maclais
- L'île-aux-Pies
- L'église du XIXe siècle
- Le château de Launay
- Le château de Boro
- Le château de Painfaut
- La maison du Passeur
- le calvaire
- Les statuettes (1629)
- Le calvaire : place de la Mairie.

### Patrimoine oral
Légendes :
- La dame blanche des marais
- Le passeur de Branféré
- Le cheval de la butte
- « Saint Yaume » et saint Méen

### Danse bretonne
Saint-Vincent-sur-Oust est la commune d'origine d'une danse appelée le rond de Saint-Vincent.

### Ti Kendalc'h
En 1967 débute la construction du centre Ti Kendalc'h qui sera en fonctionnement dès août 1969.
En 1991, Ti Kendalc'h devient le Centre Per Roy du nom du président de Kendalc'h en poste lors de la construction du 1er bâtiment et qui fut un militant du renouveau de la culture bretonne.
Il est aujourd'hui à l'abandon.

### Manifestations culturelles et festivités
Festivités :
- Trophée Bowhill ;
- Fête du rond.

### Héraldique
|  | Les armoiries de Saint-Vincent-sur-Oust se blasonnent ainsi : D'or à une jumelle ondée d'azur posée en bande et abaissée, accompagnée en chef d'une moucheture d'hermine du même ; au franc-canton de sinople chargé d'une branche de fougère d'or. Conc: B. Le Ny-Jégat. |

## Personnalités liées à la commune
- Louis de Sol de Grisolles (1761-1836).
- Paul Féval (1816-1887).
- Marcel Callo (1921-1945) originaire de la paroisse de Peillac - Saint-Vincent.
- Jean-Michel Schillé (1958-2009) multiple champion du monde de triathlon handisport (1999-2000-2002-2003-2004-2007).
- Frédéric de Pioger (1816-1889)
- Pierre Régent (1921-1996) Résistant français
- Georges Philippot (1939-2022), général de gendarmerie français.